# Front de Léningrad
Le front de Léningrad (russe : Ленинградский фронт) est un front de l'Armée rouge pendant la Seconde Guerre mondiale. Il fut créé le 27 août 1941 par la division du front du Nord en front de Léningrad et front de Carélie au cours de l'approche allemande sur Léningrad. Il fut dissous le 24 juin 1945.

## Historique
Le front de Léningrad avait pour tâche principale de contenir la poussée allemande vers Léningrad et de défendre la ville contre les troupes du Heeresgruppe Nord.
En septembre 1941, les forces allemandes ont été arrêtées dans la banlieue sud de Léningrad, initiant un siège deux ans et demi. Bien que les forces finlandaises, situées au nord, se soient arrêtées à l'ancienne frontière finno-soviétique, les troupes du front de Léningrad subirent de lourdes pertes lors de la guerre de Continuation. À partir du 8 septembre, malgré le blocus, les soldats du front ont été contraints de mener plusieurs opérations militaires dans de terribles conditions. Certaines fournitures ont toutefois pu atteindre la ville par la route de la vie. Pendant le siège, le front exécuté diverses opérations offensives et défensives, jusqu'à ce que finalement, avec l'aide des fronts Premier front de la Baltique et de Volkhov, le siège soit levé. En juin 1942, son commandant en chef est Leonid Govorov, qui recevra le titre de maréchal de l'Union soviétique en juin 1944.

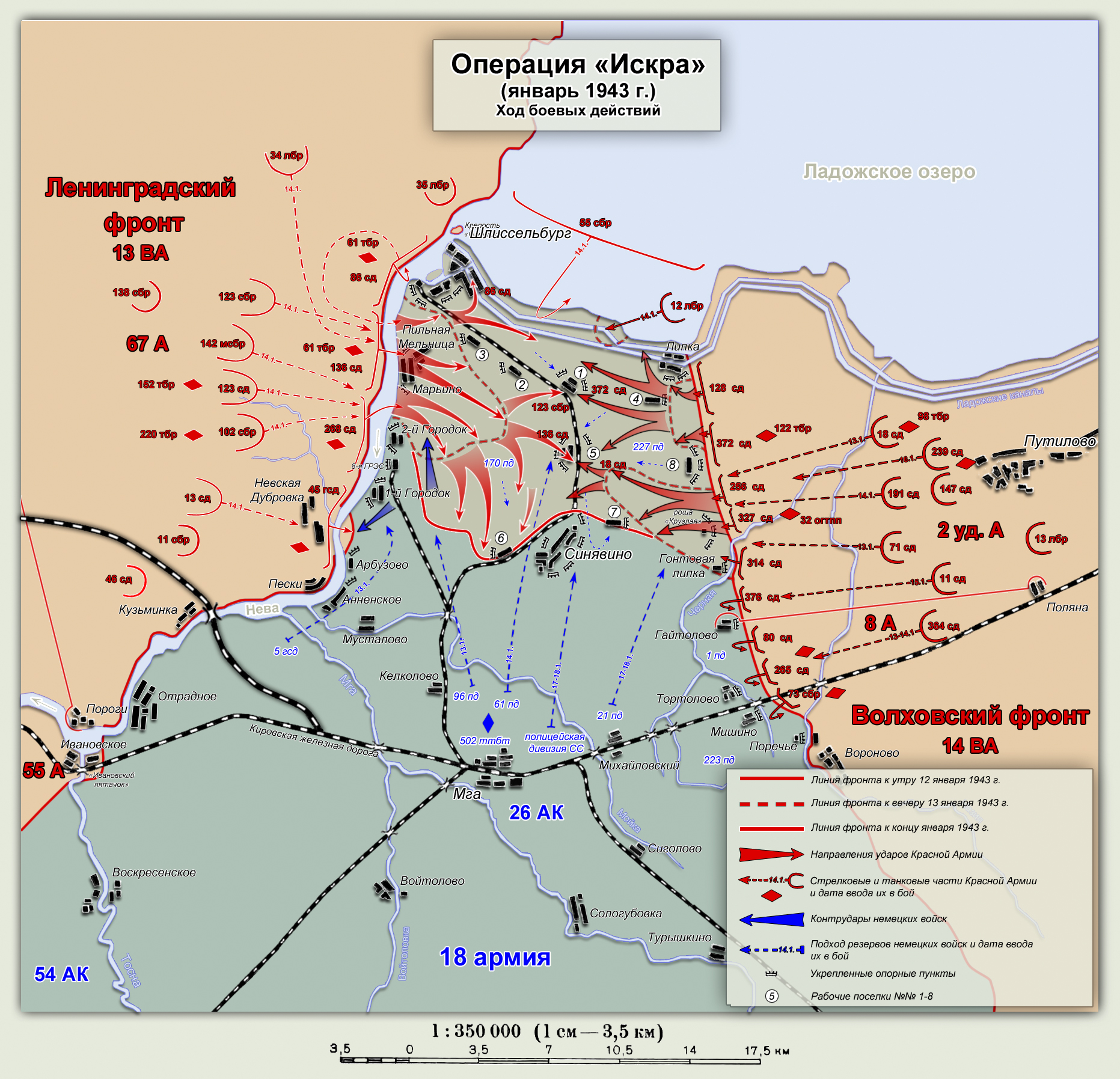
La carte de la bataille de l'opération Iskra.

En janvier 1943, lors de l'opération Iskra les forces du front de Léningrad prennent la ville de Chlisselbourg et réduisent le « col de bouteille » en rejoignant les forces du front de Volkhov rétablissant ainsi la communication entre Léningrad et le reste du pays.
En 1944, les attaques combinées du front de Léningrad, du front de Volkhov, du premier front de la Baltique et du deuxième front de la Baltique, repoussent le groupe d'armées Nord allemand, brisant ainsi un siège de 28 mois. Six mois plus tard, le 26 juillet 1944, les troupes du front de Léningrad prennent la ville de Narva. Le 21 avril 1944, une partie des troupes du front de Léningrad sont détachées pour créer le troisième front de la Baltique.
En juin 1944, le front de Léningrad et la flotte de la Baltique mènent conjointement opération Vyborg contre les troupes finnoises. De septembre à novembre 1944, le front participe à l'offensive de la Baltique, et avance en direction de Narva-Tartu, puis vers Tallinn. Après la prise de l'Estonie continentale, les éléments du front de Léningrad ainsi que la flotte de la Baltique, prennent part à l'opération amphibie pour reprendre l'archipel Moonsund. Ce sont les dernières opérations offensives du front. Par la suite les forces du front de Léningrad sont stationnées à la frontière soviéto-finlandaise, et tout le long de la côte de la Baltique de Léningrad à Riga.
Plus tard, le front de Léningrad est renforcé par des éléments du second front de la Baltique qui vient d'être dissous. Ces forces sont alors principalement stationnées près de la poche de Courlande, avec la tâche de contenir le groupe d'armées allemand de Courlande qui continuait à résister aux forces soviétiques et y reste stationné jusqu'à la fin de la guerre en Europe. Le 24 juin 1945, le front de Léningrad est réorganisé à l'intérieur du district militaire de Léningrad.

## Commandants
- Août-septembre 1941 : lieutenant-général Markian Popov
- Septembre 1941 : maréchal de l'Union soviétique Kliment Vorochilov
- Septembre-octobre 1941 : général d'armée Gueorgui Joukov
- Octobre 1941 : major-général Ivan Fedyuninski
- Octobre 1941-juin 1942 : lieutenant-général Mikhail Khozin
- Juin 1942- juillet 1945 : maréchal de l'Union soviétique[1] Leonid Govorov.

## Composition
Lors de sa création en août 1941, le front de Léningrad est composé de :
- 8e armée
- 23e armée
- 48e armée
- groupe opérationnel Koporye
- groupe opérationnel du Sud
- groupe opérationnel Sloutsk
- flotte de la Baltique

Après le 25 novembre 1942, la composition des forces du front de Léningrad en constante augmentation, il est ensuite composé de :
| - 4e armée - 20e armée - 21e armée - 22e armée - 42e armée - 51e armée - 52e armée - 54e armée - 55e armée - 59e armée - 67e armée | - 1re armée de choc - 2e armée de choc - 4e armée de choc - 6e armée de la Garde - 10e armée de la Garde - 3e armée de l'air (en) - 13e armée de l'air (en) - 15e armée de l'air (en) |